# Messe
Pour l’article homonyme, voir Messe (musique).
Pour l’article ayant un titre homophone, voir Mess.
 (avril 2016).

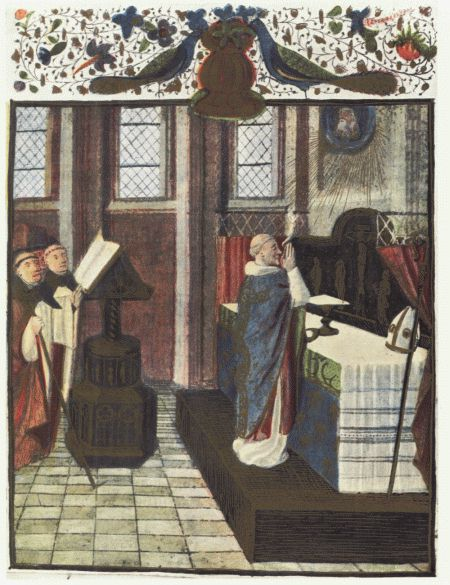
Une messe au XVe siècle.

La messe est une cérémonie chrétienne au cours de laquelle le ou les prêtres officiants célèbrent l’Eucharistie, actualisation du sacrifice rédempteur de Jésus-Christ. Dans les traditions catholiques et orthodoxes, elle constitue le point culminant de la liturgie, tandis que les protestants mettent l'accent sur la prédication (ou annonce de la Parole). De ce fait, les protestants préfèrent utiliser le terme culte plutôt que messe.
Au sein de l'Église catholique, la messe peut être célébrée tous les jours par les prêtres, à l'exception des Vendredi saint et Samedi saint (la célébration au soir de ce samedi étant déjà celle de la fête de Pâques), mais aussi à l'occasion des sacrements (baptême, mariage, confirmation, ordination), de sacramentaux (enterrement, couronnement) et d'événements d'importance universelle (concile, conclave) ou locale (installation d'un nouveau curé). La théologie catholique considère l'Eucharistie comme source et sommet de la vie chrétienne. Le concile de Vatican II définit la messe à la fois comme un mémorial où se perpétue le sacrifice de la croix, et comme le banquet sacré de la communion au corps et au sang du Christ.
Étant donné l'importance de la musique dans les liturgies chrétiennes, le terme de « messe » désigne par extension l'ensemble des œuvres musicales interprétées au cours d'une célébration. Il s'agit donc de l'un des genres de la musique religieuse.

## Définitions de la messe

### Étymologie et signification
Le nom vient du latin missa (mittere, « envoyer ») qui signifie « renvoi » et a donné « mission ».
Ce terme est issu de la formule finale de la messe en latin : Ite, missa est, « Allez, c'est l'envoi ». Au IVe siècle, la formule désignait la fin d'une réunion ou d'un office. Par la formule Ite missa est, le diacre invite le peuple à partir. Ce dernier a maintenant une « mission » d'évangélisation à accomplir après avoir été enseigné et nourri par la Parole de Dieu et la communion au Corps du Christ. Le peuple est « envoyé » en mission dans le monde.
L'expression vient peut-être aussi de l'époque antérieure au VIIIe siècle où, à la fin de la première partie de la messe, dite messe des catéchumènes parce que les futurs baptisés pouvaient y assister, les catéchumènes et les pénitents étaient renvoyés par le diacre par la formule Les choses saintes pour les saints, que les indignes se retirent. Ce renvoi solennel a donné son nom à la célébration de l'Eucharistie tout entière qui, au sens primitif, ne désignait que cette seconde partie.[réf. nécessaire]

### La messe, convocation du peuple de Dieu
La résurrection du Christ, événement qui fonde la foi chrétienne, est commémorée avec la plus grande solennité lors des messes de Pâques. Des messes sont également célébrées chaque jour (à l'exception du Vendredi saint, pour lequel l'office n'est pas une messe), mais plus particulièrement chaque dimanche, « jour du Seigneur ».
Pendant des siècles, l'Église utilise la messe pour transmettre les « rudiments de la foi » à travers une forme d'enseignement collective, le prône, et un acte individuel, la confession.
Dans le catholicisme, deux des commandements de l'Église concernent des obligations des fidèles vis-à-vis de la messe et de la réception du sacrement de l'Eucharistie : le premier leur demande de « sanctifier » le dimanche ainsi que les principales fêtes liturgiques avant tout en participant à la messe qui rassemble la communauté chrétienne, et en s'abstenant de travailler. Le troisième commandement stipule que « Tout fidèle est tenu par l’obligation de recevoir la Sainte Communion au moins chaque année à Pâques ». En effet la messe est le rassemblement du peuple de Dieu convoqué par son Seigneur (« Vous ferez ceci en mémoire de moi ») pour venir lui rendre un « culte parfait ».

## Catholicisme

### L'Eucharistie: sacrifice et union avec le Christ
Au milieu du XVIe siècle, le concile de Trente confirme, contre les idées des Réformateurs, la liste des sept sacrements antérieurement définis par l'Église : baptême, Eucharistie, pénitence, confirmation, ordre, mariage et extrême-onction. Dans sa réflexion sur l'Eucharistie, le concile maintient et confirme le dogme de la transsubstantiation et de la présence réelle.

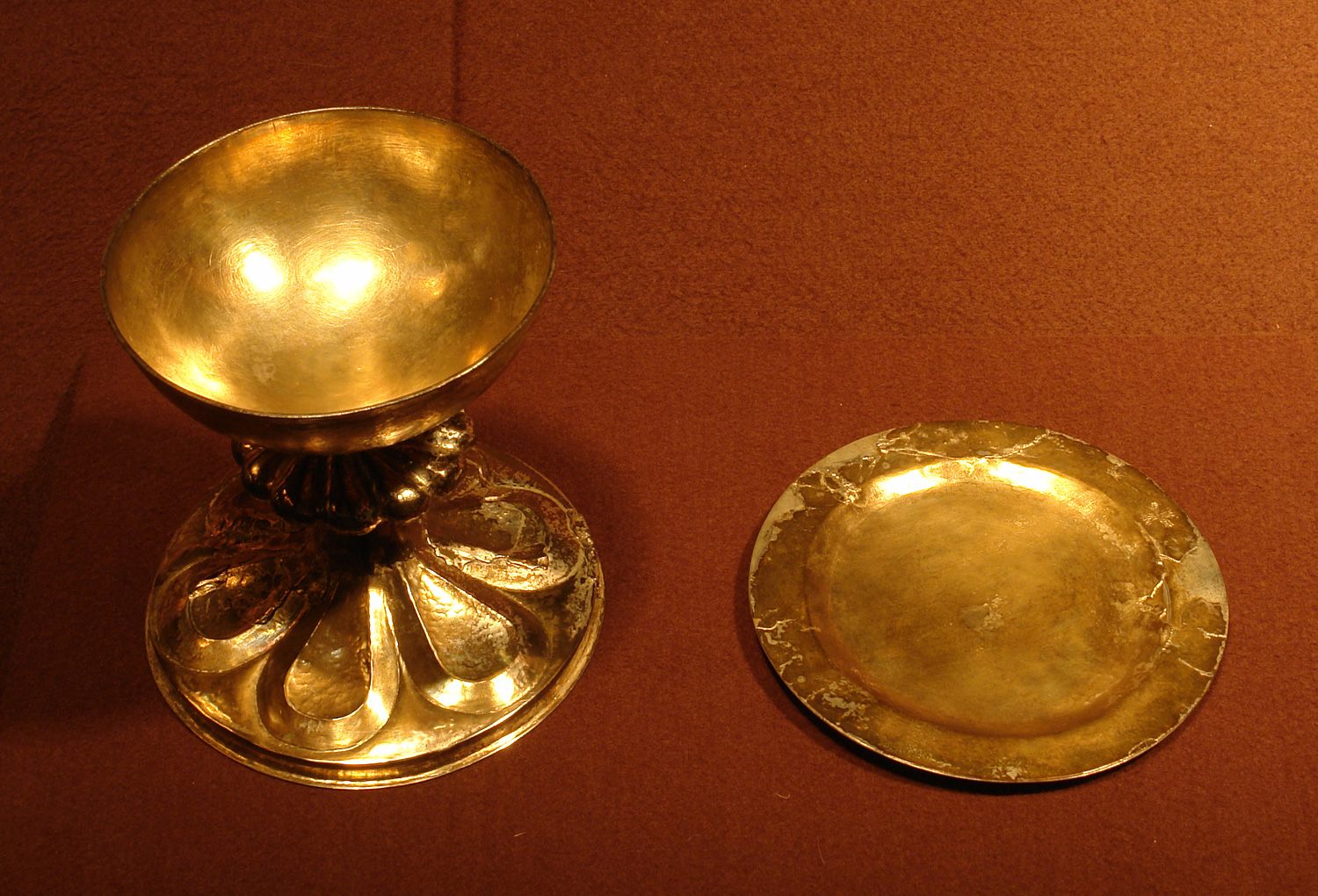
Calice et patène, c.1400 (Brême).

Le catéchisme de l'Église catholique de 1992 donne cette définition : 

« La messe est à la fois et inséparablement le mémorial sacrificiel dans lequel se perpétue le sacrifice de la croix, et le banquet sacré de la communion au Corps et au Sang du Seigneur. Mais la célébration du sacrifice eucharistique est tout orientée vers l’union intime des fidèles au Christ par la communion. Communier, c’est recevoir le Christ lui-même qui s’est offert pour nous. »

La dernière Présentation générale du Missel romain, publiée en 2002, rappelle l'importance de l'aspect sacrificiel tout en invitant à mettre en valeur d'autres aspects moins développés jusqu'alors : « Ce faisant, une plus grande attention est ainsi prêtée à des aspects de la célébration qui avaient été négligés parfois au cours des siècles. Ce peuple est, en effet, le peuple de Dieu, acquis par le Sang du Christ, rassemblé par le Seigneur, nourri par sa parole ; peuple dont la vocation est de faire monter vers Dieu les prières de toute la famille humaine ; peuple qui rend grâce dans le Christ pour le mystère du salut en offrant son sacrifice ; peuple, enfin, qui se renforce dans son unité par la Communion au Corps et au Sang du Christ. Bien que saint par son origine, ce peuple grandit néanmoins continuellement en sainteté à cause de sa participation consciente, active et fructueuse au mystère eucharistique. »
Dans son encyclique Ecclesia de Eucharistia de 2003, le pape Jean-Paul II souligne également une dimension de communion verticale : dans la liturgie, « en célébrant le sacrifice de l'Agneau, nous nous unissons à la liturgie céleste […]. L'Eucharistie est vraiment un coin du ciel qui s'ouvre sur la terre! ». C'est ainsi que lors de l'acclamation « Saint le Seigneur », les fidèles chantent « avec les anges et tous les saints ».

### Messe et liturgie
La liturgie de la messe a suivi différents rites selon les lieux et les époques. Aujourd'hui, on peut les classer en deux grandes catégories : les rites latins (dont principalement le rite romain, mais également d'autres rites maintenus pour des raisons historiques ou instaurés pour des raisons pastorales) et les rites orientaux, au nombre de six (copte, byzantin, maronite, chaldéen, arménien, guèze).
Plusieurs Églises sui juris de tradition apostolique très ancienne ont leur propre conception de la messe, et leur rite propre. Il en est ainsi du rite arménien (orthodoxe ou catholique), du rite copte (orthodoxe ou catholique) et du rite guèze.

### Rite romain
Le rite romain est le rite habituel dans l'Église latine. À l'origine rite de l'Église de Rome, il a été étendu à toute l'Église depuis le concile de Trente en 1570.
Le déroulement de la messe (ordo missae) et les actions liturgiques sont consignés dans des missels. D'autres livres (évangéliaire, lectionnaire) renferment les textes bibliques lus à la messe selon un ordre propre à chaque rite. Ainsi, dans le rite romain sous sa forme ordinaire, les lectures dominicales s'agencent selon un cycle de trois années (A, B, C), cependant que les lectures de semaine suivent une alternance entre années paires et impaires.
Le rite romain n'est pas resté figé, mais a subi de nombreuses modifications depuis le concile de Trente, à l'initiative du Saint-Siège. Les textes doctrinaux indiquent dans quel esprit s'effectue cette évolution continue : « les formes nouvelles sortent des formes déjà existantes par un développement en quelque sorte organique ».

#### Du Moyen Âge auXIXesiècle
Contrairement au climat de recueillement qui règne lors des offices religieux actuels, c'est le bruit qui prédomine. « Certaines notations qui figurent dans les sermons laissent deviner un public turbulent, inattentif, indocile et parfois clairsemé ».
Il peut même s'y comporter avec indécence et irrespect : des bousculades lors de la communion, des bagarres ne sont pas rares dans l'édifice sacré, les individus pouvant même jouer, manger, badiner, voire discuter des nouvelles du jour ou faire des affaires pendant les sermons.
Si la vie de la majorité des individus a longtemps été encadrée par la religion catholique, la pratique religieuse est historiquement plus ambiguë : du Moyen Âge à l'époque moderne, la masse des fidèles en France se déplace à l'église lors des grandes fêtes mais n'assiste pas à la messe dominicale.
Les fidèles n'hésitent pas à sortir « durant la messe afin d'éviter la promiscuité oppressante de l'assistance, les odeurs souvent pestilentielles que dégagent les corps ensevelis sous les dalles, ou pour se soustraire aux prônes interminables et répétitifs ». Le clergé se montre parfois aussi indiscipliné. Enfin, « les mentalités magiques prédominent, les superstitions et les survivances du paganisme l'emportant sur le christianisme », si bien que les messes sont empreintes de religion populaire faite d'un mélange de christianisme et de pratiques obscures.
L'observation de l'assistance à la messe dominicale (prescription canonique excluant les « empêchés » et « excusés » par l'âge, la maladie ou le travail) sous l'Ancien Régime fait l'objet de rapports des évêques qui montrent que la norme, pour les fidèles du commun, est d'assister à la messe au moins un dimanche sur trois.

#### XXeetXXIesiècles

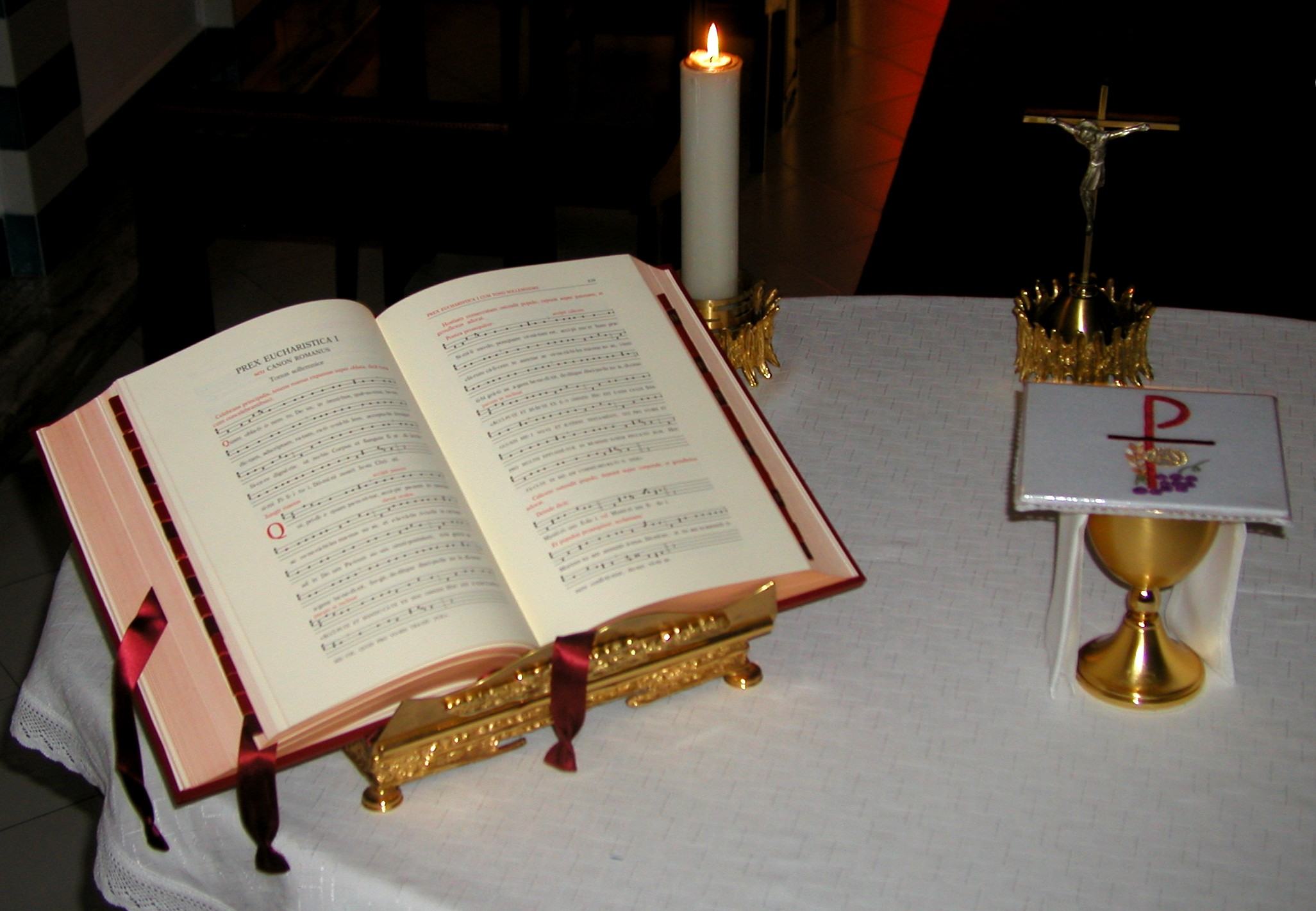
Dernière édition (2002) du Missel romain.

Au début du XXe siècle, le Mouvement liturgique (commencé au siècle précédent) prend de l'ampleur, et aboutit à la publication de l'encyclique Mediator Dei par Pie XII en 1947.
À la suite du concile Vatican II (Sacrosanctum Concilium fin 1963) et des travaux du Consilium, la dernière modification de la messe du rite romain a été codifiée par les papes Paul VI en 1969 et 1975, et Jean-Paul II en 2002. C'est sous cette forme (messe de Paul VI) que la messe est très majoritairement pratiquée, même si quelques-uns célèbrent encore selon les formes précédemment employées, notamment la forme codifiée par le pape Jean XXIII en 1962 (rite tridentin). Elle est le plus souvent célébrée dans la langue locale (vernaculaire), même si elle peut être célébrée aussi en latin.
À la suite du concile Vatican II, l'instruction Inter oecumenici de 1964 recommandant de reprendre les usages anciens, l'habitude est venue d'installer à nouveau dans les églises un autel en forme de table sur lequel le prêtre célèbre face à l'assemblée, par opposition à la pratique précédente, où l'autel se situait au fond de l'édifice et où l'officiant, tourné vers l'orient, était placé en tête des fidèles, c'est-à-dire dos à eux.
Jean-Paul II a permis aux évêques diocésains d'autoriser la messe de 1962 dans certaines circonstances (Ecclesia Dei), mais en dehors des églises paroissiales. Benoît XVI a autorisé en 2007 (Summorum Pontificum) l'usage du missel de 1962 en tant que « forme extraordinaire » du rite romain, mais, en 2021, le pape François (Traditionis custodes) décréta au contraire que les livres liturgiques de 1969 et 2002 « sont la seule expression de la lex orandi du rite romain » et que l'utilisation du missel de 1962 sous des conditions strictes (« selon les directives du Siège Apostolique ») relève « de la compétence exclusive de l'évêque diocésain ».
Il existe un courant traditionaliste, minoritaire, qui promeut le maintien du rite tridentin. Il est représenté d'une part par des communautés qui acceptent pleinement l'autorité du pontife romain (comme la fraternité sacerdotale Saint-Pierre), et d'autre part par la FSSPX, mouvement intégriste fondé par Marcel Lefebvre et dont l'opposition à l'autorité pontificale est d'ordre « essentiellement doctrinal ». Jusqu'à présent, la FSSPX n'est pas considérée comme étant en « pleine communion » avec l'Église catholique.
Le 22 février 2007 est publiée l'exhortation apostolique Sacramentum caritatis de Benoit XVI sur l'Eucharistie. Le 29 juin 2022, le pape François publie Desiderio desideravi, consacrée à la formation liturgique.

### Autres rites latins
Outre le rite romain, il existe quelques rites particuliers, maintenus pour des raisons historiques dans certaines régions (rites ambrosien, mozarabe, de Braga) ou communautés (rites dominicain et cartusien), ou bien des adaptations du rite romain autorisées pour des raisons pastorales (dites zaïrois et anglo-catholique).

### Rites catholiques orientaux

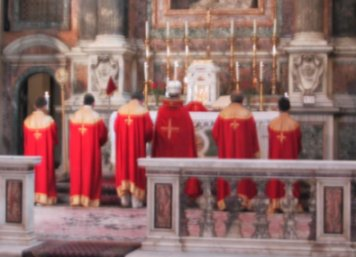
Concélébration en rite arménien pendant l'anaphore.

Les Églises catholiques orientales ont leurs rites particuliers.
Pour sa part, l'Église apostolique arménienne est une Église orientale et autocéphale qui fait partie de l'ensemble des Églises des trois conciles, dites « orthodoxes orientales ». offre de nombreuses ressemblances avec les rites latin et byzantin.
Le célébrant est assisté d'un diacre, dont le rôle est assez analogue à celui du diacre dans le rite byzantin. Au début de la messe, on récite le Psaume 42, comme dans la messe tridentine. Les versets sont alternés entre le prêtre et le diacre. Les « Litanies de Paix » du diacre, auquel l'assemblée répond : « Seigneur, prends pitié », sont similaires à celles du rite byzantin. On donne deux lectures de la Bible, en plus de l'Évangile, cependant cela se fait pour certaines grandes occasions.
Le baiser de paix a lieu avant la consécration. La prière eucharistique comporte des anaphores et est fixe, et l'épiclèse suit la consécration. Avant la bénédiction finale, on récite une prière universelle. Enfin, au terme de la célébration, on prie pour le pape si cette église arménienne est catholique ou pour le patriarche suprême si elle est orthodoxe.

### Les acteurs de la messe
Selon la doctrine catholique, les acteurs principaux de la messe sont le Christ lui-même et son Église tout entière, la présence de fidèles n'étant pas nécessaire : c'est pourquoi chaque prêtre peut dire une messe privée quotidienne. Le théologien Charles Journet précise :

« Il est vrai que la part de l’Église est plus large, sinon plus intense, à la Messe qu'à la Cène et à la Croix. Mais la Messe reste néanmoins d’abord le sacrifice du Christ, et secondairement, dépendamment, le sacrifice de l’Église. Si le Christ est à la Messe, selon le concile de Trente, prêtre et victime, c'est la première place qu'il y tient, et son Église la seconde place. Aucune considération ne saurait prévaloir contre cet ordre des valeurs. »

Le prêtre préside la cérémonie au nom de l'Église. Cependant, lors de la consécration, il offre le sacrifice in persona Christi, en agissant au nom du Christ, et en étant configuré au Christ (lorsqu'il dit : « Ceci est mon corps, ceci est mon sang »). Seul le prêtre ordonné peut agir ainsi. Dans certains rites, la célébration peut être effectuée par plusieurs prêtres (concélébration) ; ils prononcent tous les paroles de consécration.
Le prêtre peut être secondé par un diacre, dont le rôle plus particulier est le service de la Parole.
Il existe en outre des fonctions particulières, les ministères (acolyte, lecteur, chantre, etc.), qui peuvent être remplies par des clercs ou des laïcs, et parfois par des enfants : les enfants de chœur ou servants d'autel.
Les papes successifs depuis Pie X ont insisté de plus en plus fortement sur la nécessité d'une participation active (participatio actuosa) des fidèles. Cet impératif a été souligné avec vigueur dans la constitution Sacrosanctum Concilium du concile Vatican II.

### Déroulement général de la messe
La messe comporte deux parties principales : la liturgie de la Parole et la liturgie eucharistique, qui sont considérées comme étroitement liées et formant « un seul acte de culte ». Pour manifester cette liaison, il est courant de parler des deux tables (l'ambon de la Parole et l'autel du sacrifice eucharistique) où les fidèles trouvent à se nourrir. En outre, certains rites ouvrent la célébration et la concluent. C'est ainsi que, dans la forme ordinaire du rite romain, la messe s'ordonne selon quatre parties successives.

#### Les rites initiaux
Ils ont pour but de rassembler les fidèles et de les préparer à célébrer dignement l'Eucharistie. Ils débutent par un chant d'entrée, la salutation de l'autel et de l'assemblée par le prêtre. Ensuite vient le rite pénitentiel, qui comporte l'absolution des péchés les moins graves. Les dimanches et jours de fêtes en dehors de l'Avent et du Carême, on dit ou on chante l'hymne du Gloria (Gloire à Dieu). Le prêtre prononce enfin la prière d'ouverture (ou prière de collecte), qui exprime le caractère propre de la célébration.

#### La liturgie de la Parole

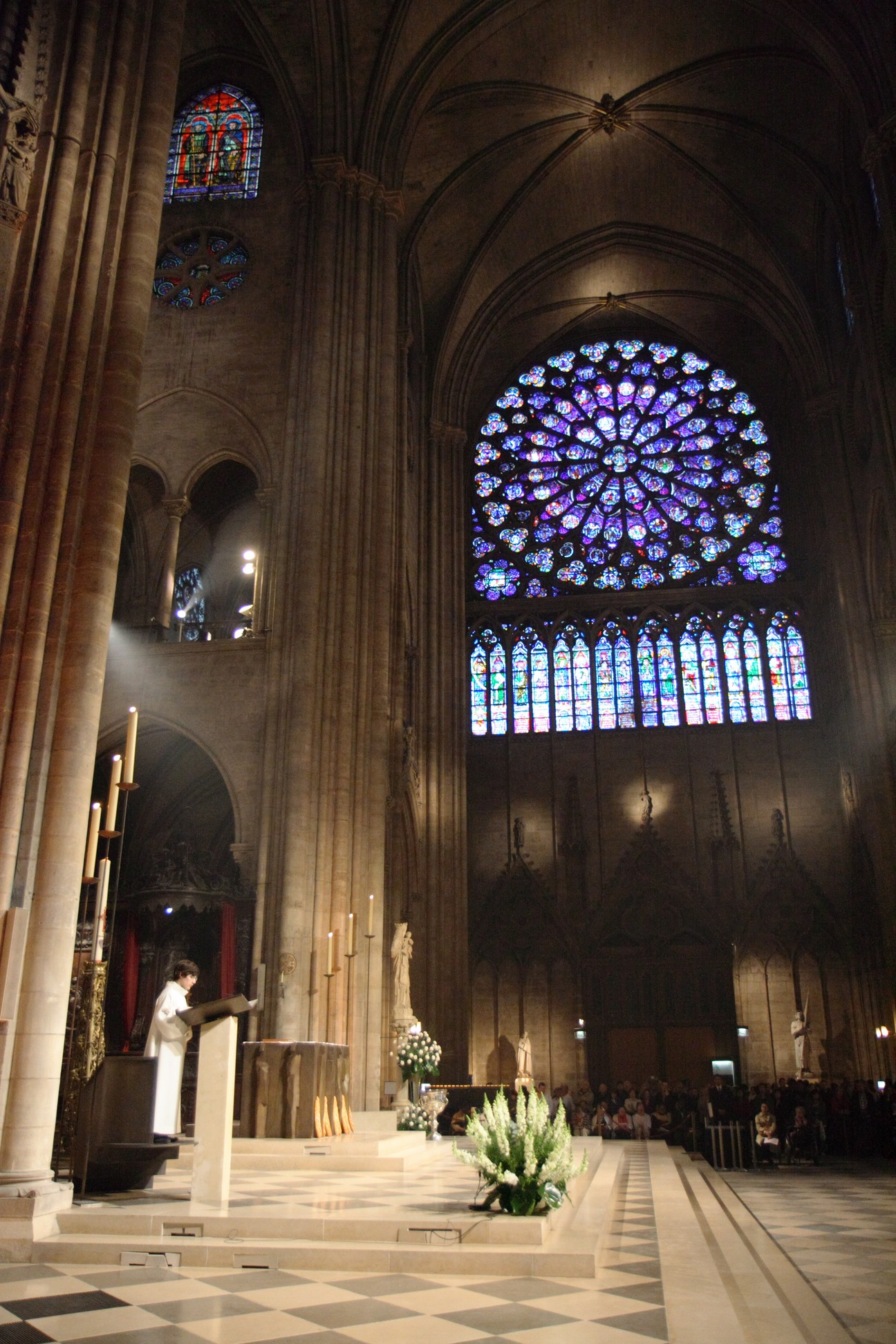
Liturgie de la Parole à Notre-Dame de Paris.

Dans cette partie sont proclamées successivement deux, ou trois les dimanches et fêtes, lectures issues de la Bible ainsi qu'un psaume méditatif qui peut être lu ou chanté. La première lecture est en général issue de l'Ancien Testament ; elle est suivie du psaume. La seconde lecture, quand elle a lieu, est le plus souvent une épître apostolique. La lecture la plus importante est celle de l'Évangile qui est précédée d'une acclamation (le chant de l'Alléluia, hormis pendant le Carême) et que les fidèles écoutent debout. Le prêtre commente ensuite les textes : c'est l'homélie, dont le but est d'« expliquer à partir du texte sacré les mystères de la foi et les normes de la vie chrétienne ».
Lors des dimanches et fêtes, l'assemblée fait sa profession de foi en reprenant les paroles du symbole des apôtres ou de celui de Nicée-Constantinople.
La liturgie de la Parole se conclut par la prière universelle, dont les intentions sont présentées par les fidèles. L'assemblée prie normalement pour les besoins de l'Église, pour le salut du monde entier, pour les affligés, et pour la communauté locale.

#### La liturgie de l'Eucharistie
La présentation générale du missel romain indique que la célébration de la liturgie eucharistique est organisée en parties qui correspondent aux paroles et aux actes du Christ lors de la dernière Cène. Le célébrant doit observer de nombreux gestes rituels (génuflexions, encensement, élévations, rite du lavabo, commixtion…) ; il prononce différentes prières prévues par le missel (et dont une part s'adapte aux fêtes ou circonstances particulières) et à plusieurs moments il dialogue avec l'assemblée.
La liturgie débute par la préparation des dons, ou offertoire, où le pain et le vin peuvent être amenés en procession jusqu'à l'autel qui a été préparé pour les recevoir. Les offrandes de l'assemblée (le produit de la quête) sont déposées au pied de l'autel. Le prêtre bénit les offrandes puis se lave les mains pour exprimer son désir de purification intérieure.
Alors débute la prière eucharistique qui est le sommet de la célébration. Le prêtre rend grâce à Dieu au nom du peuple assemblé, qui répond par l'acclamation du Sanctus (Saint, le Seigneur). Le prêtre invoque l'Esprit-Saint et procède à la consécration du pain et du vin en reprenant les paroles et les actions du Christ. Pour les croyants, c'est à ce moment que les offrandes deviennent réellement corps et sang du Christ, selon la doctrine de la transsubstantiation. Une nouvelle acclamation, l'anamnèse, salue la mémoire du Christ crucifié et ressuscité. La communion de l'Église entière est affirmée dans les prières d'offrande et d'intercession : on y mentionne ainsi l'évêque du lieu, le pape, et également les défunts.
Les fidèles se préparent à communier en disant ensemble la prière reçue du Christ, le Notre Père, puis en échangeant un geste de paix. Le prêtre rompt alors le pain consacré tandis que l'assemblée acclame l'Agneau de Dieu. Le prêtre communie sous les deux espèces, puis les fidèles avancent en procession pour communier à leur tour, en recevant en général uniquement le pain consacré. Le rite de communion se conclut par une courte oraison.

#### Les rites de conclusion
Ils comportent la bénédiction de l'assemblée par le célébrant et son envoi en mission.

## Orthodoxie, rite byzantin

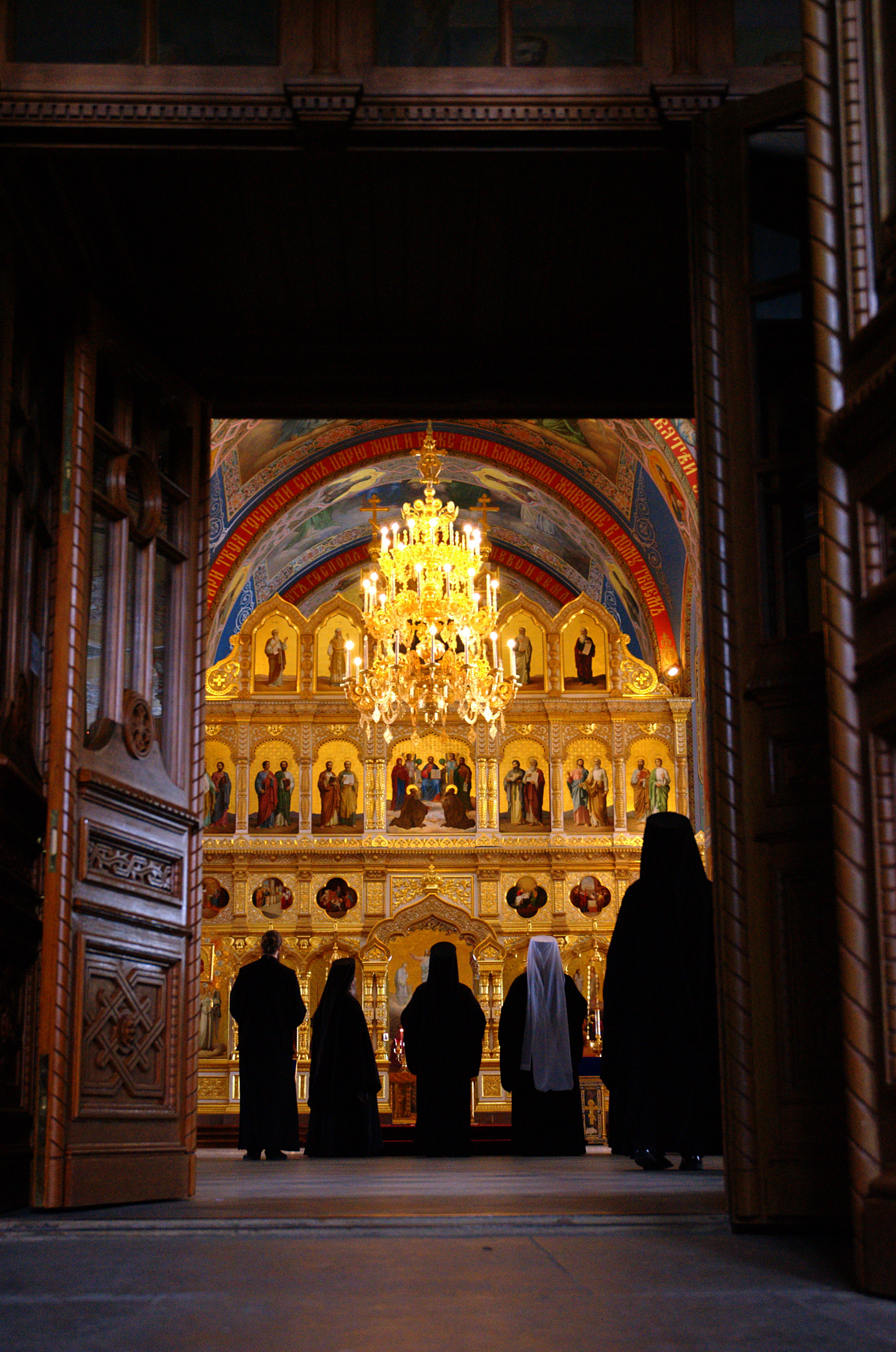
Iconostase du monastère de Valaam (Russie).

Presque toutes les Églises orthodoxes suivent le rite byzantin ou rite constantinopolitain, et ce rite est également pratiqué dans une version modifiée par plusieurs Églises catholiques orientales.
Il se décline selon plusieurs liturgies qui coexistent et sont utilisées en fonction du calendrier : la « liturgie de saint Jean Chrysostome » pour la plupart des jours, la « liturgie de saint Basile » pour certaines occasions particulières. Une troisième forme de service, la « liturgie des Saints Dons Présanctifiés » est utilisée pendant la période du Grand Carême, mais elle n'est pas à proprement parler une forme de la divine liturgie puisqu'il n'y a pas de consécration.
La célébration s'articule en trois temps successifs, mais étroitement reliés. D'abord se déroule la liturgie de la préparation (prothesis), où le prêtre prépare les dons. En mémoire de la vie cachée du Christ, cette partie se fait sans la participation de l'assemblée, chez les arméniens le rideau est d'ailleurs tiré durant la prothèse. Ensuite vient la liturgie des catéchumènes (parfois appelée liturgie de la parole), et enfin la liturgie des fidèles. Ces deux dénominations viennent de ce que, traditionnellement, la dernière partie de l'office est réservée aux baptisés (la pratique actuelle étant variable sur ce point selon les communautés).
Chez les orthodoxes, la messe porte le nom de Divine Liturgie. L'office peut être célébré en langue commune, mais dans plusieurs pays slaves on utilise le slavon comme langue liturgique.

## Protestantisme

### Le concept de messe dans le protestantisme
Le culte protestant relève en partie d'une théologie antithétique de la théologie catholique. Pour les protestants (luthériens, réformés, anglicans, évangéliques), le culte est une rencontre avec Dieu, à l’initiative de Dieu. Lors du culte, Dieu rappelle au chrétien ce qu’Il lui donne et ce qu’Il attend en retour. À cette invite, le fidèle apporte sa réponse. Cette conception du culte a été réaffirmée par Karl Barth : ce n’est pas le chrétien qui d’abord apporte, ou donne quelque chose à Dieu, mais au contraire, il reçoit de Lui la parole de vie et l’annonce du salut, et l’appel à se mobiliser à Son service et à celui de nos prochains.
C’est pourquoi les Réformateurs ont nettement majoré le « sacrement » (ce que Dieu offre à l’être humain) et minoré le « sacrifice » (ce que l’être humain offre à Dieu), et qu’ils ont reproché au catholicisme de faire l’inverse. Le célébrant n'a pas la fonction de prêtre mais d'enseignant.
Cependant les pratiques cultuelles de certaines branches du protestantisme ont conservé des éléments (pratiques rituelles, vêtements, vocabulaire) issus des messes catholiques d'avant la Réforme.

### Terminologie
Les langues scandinaves et finnoise, de même que l’anglais, ont conservé l’usage du mot correspondant dans leur langue au français « messe » pour leurs services religieux, de même qu’il n’y a pas eu dans ces pays, de rupture entre le catholicisme médiéval et le protestantisme qui lui a succédé. Les protestants francophones, luthériens comme réformés ou évangéliques, utilisent généralement le mot « culte » pour désigner le service religieux et le terme de « sainte cène » pour désigner l’eucharistie. Dans la plupart des églises protestantes de langue anglaise ou de langue allemande, on parle de « service divin » (Gottesdienst), de « sainte communion », ou de « sainte eucharistie ». Ces différences de terminologie relèvent davantage de la tradition que de la théologie.

### Un sujet de discorde théologique
La messe est l'une des pierres de discorde majeures entre catholiques et protestants. Dès l’origine, la théologie de Luther se démarque fortement de la théologie catholique sur les questions de la grâce de Dieu et du rôle des œuvres. S'appuyant notamment sur les épîtres de Paul, Luther, et après lui tous les protestants (luthériens, réformés, anglicans, évangéliques), retiennent que : 
- L’homme, pécheur par nature, est « incapable de faire le bien »[33] et ne peut obtenir le salut par lui-même quels que soient ses efforts, ses bonnes actions ou les mortifications qu'il s'inflige[34].
- C'est le sacrifice unique du Christ sur la croix qui assure à l'homme le pardon de Dieu et le salut[35],[34].
- Tous les baptisés ont un égal accès à Dieu et au salut, et donc, même s'il existe bien des différences de fonctions dans l'église, tous les chrétiens sont prêtres (sacerdoce universel)[36],[34].

Ces convictions fortes qui, selon les protestants, forment le cœur de la foi chrétienne remettent en question le sens des sacrements et toute l'économie de la messe : 
- Les sacrements, et en particulier l'eucharistie, sont « des signes visibles de la grâce invisible », institués par le Christ. De cette définition due à Saint Augustin, Luther déduit d'ailleurs qu'il n'existe que deux sacrements : le baptême et l’eucharistie[34].
- Le sacrifice unique et parfait du Christ sur la croix n'a pas à être renouvelé par l'entremise d'un prêtre, que ce soit pour le salut des vivants ou a fortiori pour celui des morts[34].

Les apologètes catholiques reprochent aux protestants le « refus de la Messe » au triple motif :
- 1 Négation du caractère sacrificiel de la Messe, qui ne serait qu’un simple mémorial de la Passion pour instruire les fidèles et leur rappeler le sacrifice du Calvaire, afin de provoquer un acte de Foi (si Luther parle de sacrifice, c’est uniquement dans le sens de sacrifice de louanges et d’action de grâces).
- 2 Négation de la Transsubstantiation (conversion instantanée de toute la substance du pain et du vin en celle du Corps et du Sang du Christ, de telle sorte qu’il ne demeure rien de la substance précédente).
- 3 Négation du sacerdoce particulier du prêtre, qui ne serait qu’un président d’assemblée qui n’agit plus « in persona Christi ».

### Luthéranisme: le rite révisé et réformé

#### La Réforme de Luther

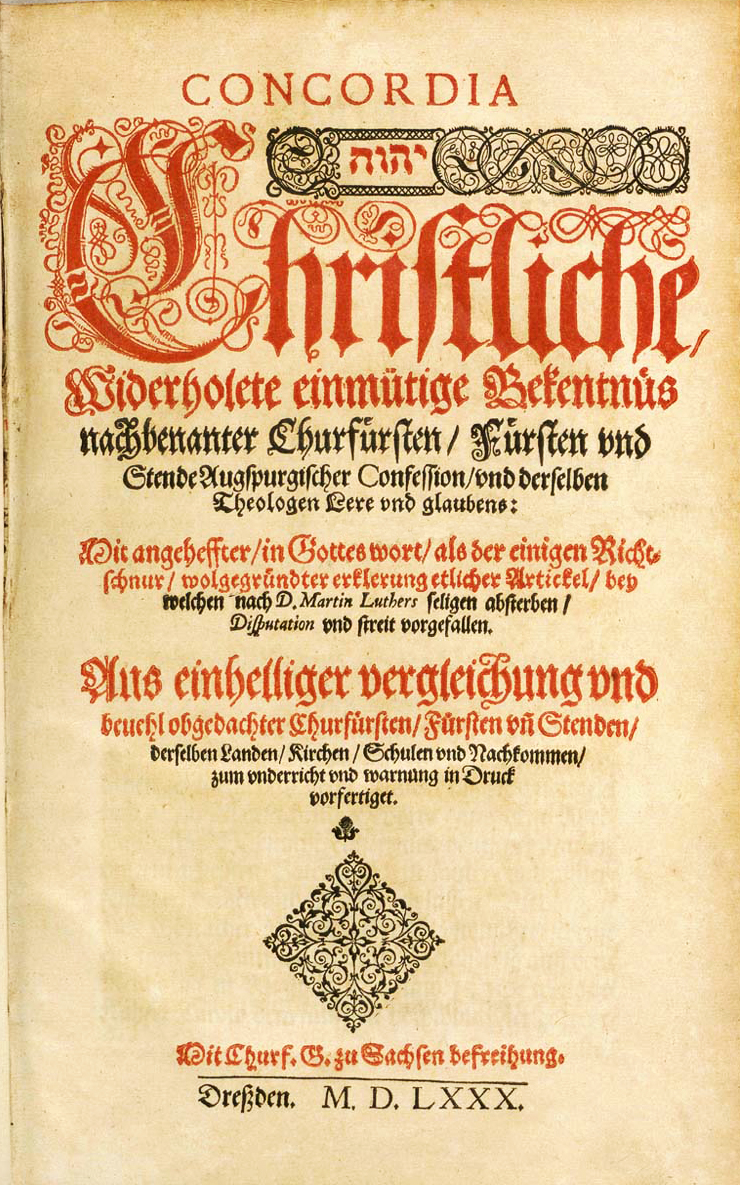
Le Livre de Concorde, page de titre de l'édition de 1580 (Dresde).

Luther ne souhaite pas a priori davantage « abolir la messe » qu’il ne souhaite révolutionner les traditions de l’Église. Ainsi précise-t-il en 1530, dans le Livre de Concorde (Liber Concordiae), à l'article XXIV de la Confession d'Augsbourg (« De la messe ») : 

« C'est à tort qu'on nous reproche d'avoir aboli la messe, alors qu'il est avéré que chez nous, sans nous vanter, la messe est célébrée d'une manière plus sérieuse et avec plus de vénération que chez nos adversaires »

Toutefois, en raison des divergences théologiques exposées plus haut, Luther apporte nombre de modifications substantielles à la messe :
- La messe sera expurgée de tout élément « sacrificiel » car « le saint Sacrement n'a pas été institué pour que l'on en fasse un sacrifice expiatoire — car ce sacrifice a déjà été consommé sur la croix — mais pour qu'il serve à réveiller en nous la foi, et à réconforter les consciences ; en effet, le Sacrement nous rappelle que la grâce et la rémission des péchés nous sont assurées par Jésus-Christ. Par conséquent, ce Sacrement exige la foi, et sans la foi, on s'en sert en vain[39]. »
- La promesse de grâce reçue par la foi étant essentielle dans l'eucharistie, la parole liturgique doit être comprise par les fidèles car la communion ne peut être prise sans être comprise[40]. Les offices religieux seront donc célébrés dans la langue du peuple et non en latin[34].
- La communion sera prise par tous sous les deux espèces instituées par le Christ : le pain et le vin[34].
- Le rituel sera simplifié mais Luther souhaite opérer les changements dans le domaine cultuel de manière prudente[41]. Lorsqu’il publie ses premiers formulaires liturgiques en 1523, ceux-ci sont très conservateurs, maintenant même des passages en latin, mais amputant tout ce qui pouvait rappeler la conception sacrificielle de la messe[42].
- Des cantiques évangéliques en allemand seront ajoutés. Lui-même en composera 36[42].
- Il n’y aura plus d’ « abus de toutes sortes » en matière de messe, en particulier, on ne pourra plus les célébrer pour de l’argent et en faire commerce. On ne fera plus non plus de messe en faveur d’une personne particulière, car seule la conception de la messe comme un sacrifice pour ôter leurs péchés aux vivants et aux morts a fait « qu'on a discuté la question si une messe célébrée pour beaucoup à la fois avait autant de “valeur” qu'une messe célébrée pour chacun individuellement. De là vint l'immense multiplication des messes, par lesquelles on prétendait obtenir de Dieu tout ce dont on avait besoin. Il va sans dire qu'ainsi la foi en Christ et le véritable service divin sont tombés dans l'oubli[39]. »

Conservatrice sur la forme, la révision du rite de la messe par Luther est donc radicale sur le fond : « Tu me demandes : “Que demeure-t-il donc de la messe qui puisse lui valoir l’appellation de sacrifice, vu qu’il est tellement question de sacrifice dans sa liturgie ?” Je réponds qu’il n’en demeure rien. (…) elle n’est pas et ne peut pas être un sacrifice », écrit-il dans son Sermon sur le Nouveau Testament.
Dès lors, la messe devient un culte protestant, un moment que le chrétien passe avec Dieu, une occasion d’instruction, de louange et de prière et d’offrande. L’emploi du terme messe pour ces cultes peut alors devenir source de confusion.

#### Rituels des offices luthériens

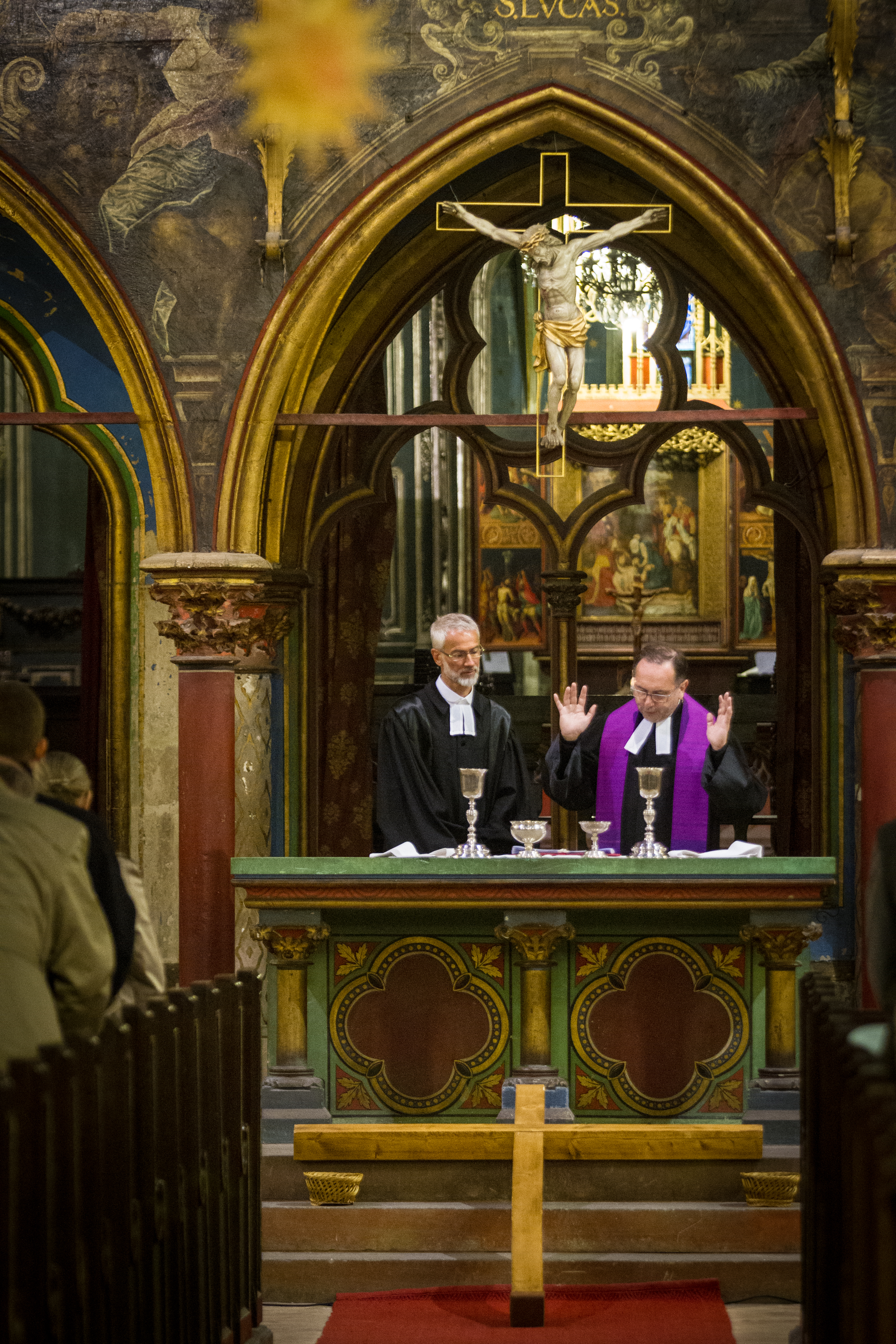
Culte avec Sainte Cène en l'église protestante Saint-Pierre-le-Jeune de Strasbourg en 2014.

Les cultes luthériens traditionnels reflètent la prudence de Luther dans les changements qu'il apporte aux services religieux. Ceux-ci respectent pour l'essentiel la structure héritée du rite catholique tout en étant systématiquement célébrés en langue vernaculaire. Le culte commence, après l’accueil, par la confession publique récitée par tous et une déclaration de pardon (et non une absolution car le pardon a déjà été acquis par le Christ.) dite par le pasteur. Suivent l'hymne d'entrée ou introït, le kyrie, le gloria, la collecte, les lectures avec alléluia, l'homélie (ou sermon) et la récitation du symbole de Nicée ou d’une autre profession de foi. La liturgie de sainte cène, qui peut ne pas être célébrée lors de tous les cultes mais seulement en fréquence, par exemple une semaine sur deux, comprend la prière de l'Église, la préface, le sanctus et la prière eucharistique, l'élévation de l'hostie et du calice et l'invitation à l'Eucharistie, célébrée sous les deux espèces. L'Agneau de Dieu (Agnus Dei) est chanté pendant que le clergé et les assistants communient les premiers, suivis par les autres membres de la communauté désirant communier. Tous communient sous les deux espèces. La prière d’intercession après la communion et la bénédiction finale par l'officiant mettent fin au culte. Dans les églises traditionalistes, on retrouverait des éléments tels que l'utilisation du signe de croix, à l'agenouillement pour la prière, le salut à la croix processionnelle et à l'autel, les psalmodies et les vêtements liturgiques.
Les églises luthériennes actuelles ont toutefois actualisé ces rituels. Nombreuses sont celles qui ont modifié en profondeur leur liturgie, supprimé certains rites (comme l'introït, le kyrie et le gloria, et remplacé les prières et invocations héritées de la tradition par des textes plus actuels. En pratique, très peu de différences subsistent alors avec un culte réformé. Pourtant les réformés ont suivi le cheminement inverse : autant Luther a voulu conserver tout ce qui n’était pas défendu ou contraire à la Bible, autant Zwingli et Calvin ont fait table rase et n’ont voulu instituer que ce qui était prescrit dans la Bible.
Le chant des hymnes en chœur par toute l’assemblée reste un marqueur des cultes luthériens (et réformés) de même que la durée de l’homélie (appelée sermon) qui atteint et dépasse parfois les 20 minutes.
Luther préconisait de célébrer la communion chaque dimanche, mais de grandes variations ont été observées au cours de l’histoire. La pratique générale est de le faire toutes les deux semaines. Il existe une grande diversité d'opinions à ce sujet, certains pasteurs luthériens étant favorables à une célébration hebdomadaire.

### Conceptions des réformés et évangéliques

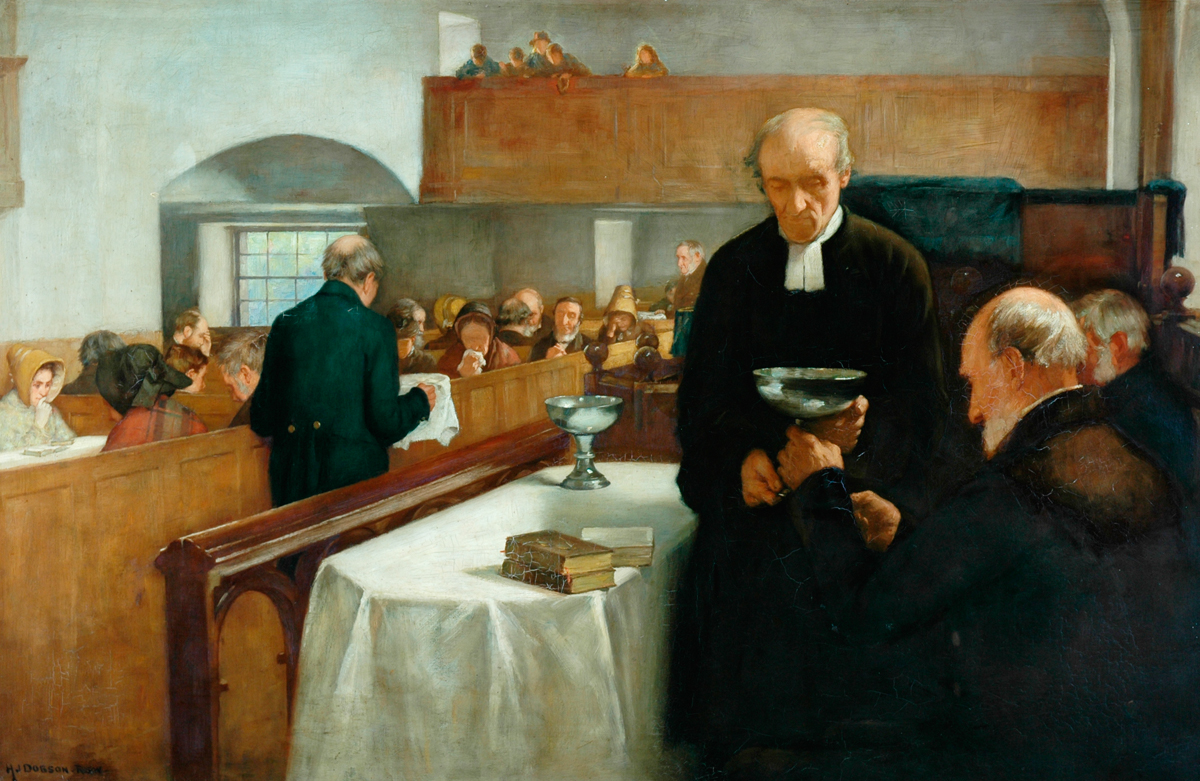
Un sacrement écossais, tableau d'Henry John Dobson représentant une sainte-cène dans un temple réformé.

Les protestants réformés ou évangéliques utilisent le terme culte et cette cérémonie se différencie de la messe catholique, parce qu'il ne comporte aucun aspect sacrificiel . La Sainte-Cène n'y est d'ailleurs pas systématiquement célébrée.
Le culte est défini comme un moment au cours duquel le fidèle rend honneur à Dieu par la louange et l'adoration, où il dialogue avec Lui par la prière, et où il reçoit un enseignement spirituel et théologique fondé sur la lecture et l'explication de textes bibliques (enseignement appelé sermon ou prédication).

### La messe dans l'anglicanisme

#### La Réforme anglicane
Selon la doctrine anglicane classique décrite par les Trente-neuf articles, les églises de la Communion anglicane célèbrent deux sacrements : le baptême et l’Eucharistie. Le même texte affirme l’adhésion de la communauté anglicane à la doctrine de la présence spirituelle du Christ lors de la communion, à l’identique des églises réformées.
L'ordre du culte anglican trouve son origine principalement dans les réformes de Thomas Cranmer, qui, selon un raisonnement proche de celui de Luther, a mis en place un ordre liturgique similaire à celui de l'Église d'avant la Réforme, mais simplifié, moins varié selon les temps liturgiques et utilisant l'anglais plutôt que le latin. Tout cela fut officialisé dès 1549 dans le Livre de la prière commune. Un culte anglican n'est donc pas sans rappeler la tradition catholique. Pour l’essentiel, l’ordre du culte détaillé dans le Livre de la prière commune est toujours utilisé par l'ensemble des églises anglicanes, même si de nombreuses églises anglicanes utilisent maintenant un large éventail de liturgies modernes.
Le culte anglican est toutefois aussi diversifié que l’est la théologie anglicane. Un culte contemporain « Basse Église » (low church) diffère très peu d'un culte protestant réformé. Un culte « Haute Église » (high church) ou anglo-catholique sera en revanche plus cérémoniel, célébré par un clergé portant des vêtements sacerdotaux et sans doute presque impossible à distinguer d'un service catholique romain d’avant Vatican II (Rite tridentin).
Entre ces deux extrêmes, il y a une grande variété de styles de cultes, impliquant souvent une chorale et l'utilisation de l'orgue pour accompagner le chant et pour fournir de la musique avant et après le service. Il est habituel pour la congrégation de s'agenouiller pour certaines prières mais de se tenir debout pour les hymnes et d'autres parties du service comme le Gloria, la collecte, la lecture évangélique, le Credo et soit la Préface soit la prière eucharistique dans son ensemble. Les anglicans high church sont susceptibles de faire des génuflexions ou des signes de croix comme des catholiques romains.
Dans le monde anglican, le terme utilisé montre souvent les opinions théologiques que professe sur l'Eucharistie celui qui l'utilise : les termes classiquement employés sont « la sainte communion », « la sainte Eucharistie », « la Cène du Seigneur » ou « sainte Cène », « la Divine Liturgie », à côté du terme « messe » (en anglais : mass), souvent considéré comme un terme anglo-catholique. Les anglicans qui se disent « du juste milieu » (Middle-of-the-road Anglicans) se servent presque uniformément du mot d'introduction récente, « Eucharistie » (Eucharist en anglais), pour désigner l'ensemble de la célébration eucharistique.

#### Structure du rite

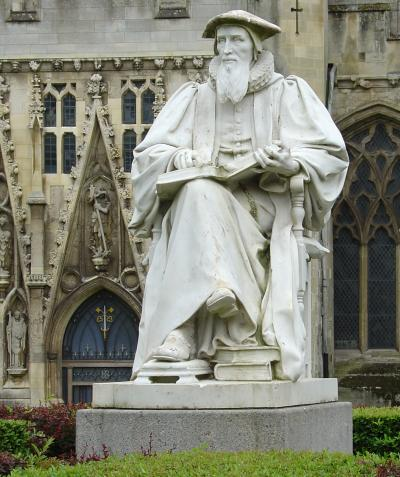
Statue de Richard Hooker (1554–1600), l'un des fondateurs de la théologie anglicane, devant la cathédrale d'Exeter.

Les diverses liturgies eucharistiques utilisés par les Églises nationales de communion anglicane n'ont cessé d'évoluer depuis l’adoption du Book of Common Prayer de 1662, élaboré dans la tradition du Règlement élisabéthain, qui permet une grande variété d'interprétations théologiques et, autorise la modification voire la suppression de nombreux éléments, selon le rite, le calendrier liturgique et les usages de l'Église, provinciale ou nationale. En voici la structure générale :
- La réunion de la communauté : elle débute par une salutation faisant référence à la Trinité ou une acclamation variant selon l'année liturgique ; suivent la collecte de purification, le Gloria in Excelsis Deo ou un autre chant de louange, le Kyrie eleison, et/ou le Trisagion, et enfin la collecte du jour. Pendant le Carême, et/ou l'Avent en particulier, cette partie du service peut commencer ou se terminer par un rite pénitentiel.
- La proclamation de la Parole : habituellement, deux ou trois lectures de l'Écriture, dont l'une est toujours tirée de l'Évangile, ainsi qu'un psaume (ou une partie de psaume) ou un cantique entre les lectures. Elle est suivie d'un sermon ou d'une homélie ; la récitation du Symbole des Apôtres, celui de Nicée ou d'Athanase; les prières de la congrégation ou d'une intercession générale, une confession générale et l'absolution, le tout conclu par la formule : « La Paix du Seigneur soit avec vous. ».
- La célébration de l'Eucharistie: on apporte alors le pain et le vin, avec d'autres offrandes (comme l'argent de la quête et/ou de la nourriture pour une banque alimentaire, etc.), et on récite une prière de l'offertoire. Ensuite est récitée une prière eucharistique (appelé « The Great Thanksgiving »). Cette prière se compose d'un dialogue (Sursum Corda), d'une préface, du Sanctus (dont le Benedictus), des paroles de l'Institution, de l'anamnèse, d'une épiclèse, d'une supplique pour le salut et de la doxologie. La Prière du Seigneur précède la fraction du pain, suivie par la Prayer of Humble Access[51] et/ou de l’Agnus Dei et de l'administration des espèces consacrées (le pain et le vin). Après la communion de tous ceux qui ont désiré la faire vient une prière d'action de grâces pour la post-communion. Le service religieux se termine par une bénédiction au nom de la Trinité et le renvoi.

La liturgie se divise en deux parties : la liturgie de la Parole et la liturgie de l'Eucharistie, mais on considère que la liturgie elle-même fait tout entière partie de la Sainte Eucharistie. Les parties et l'ordre de la liturgie sont presque identiques à ceux du rite romain, si ce n'est que, dans la liturgie anglicane en usage en Amérique du Nord, la confession des péchés termine la liturgie de la Parole, tandis que dans le rite romain et dans les rites anglicans du reste du monde, la confession se fait peu après le début du service. Certaines paroisses anglo-catholiques, en particulier dans l'Église d'Angleterre, utilisent pour célébrer la messe la forme actuelle ordinaire du Rite romain.
La tradition anglicane comprend des rites distincts pour les messes de mariage, les messes d'enterrement, et les messes votives. L'Eucharistie fait partie intégrante de nombreux autres services religieux, y compris l'ordination et la confirmation.

#### Cérémonial
Pour la célébration de la messe un petit nombre de paroisses anglo-catholiques utilisent des versions anglicanes du missel tridentin, comme l’English Missal, l’Anglican Missal, ou l’American Missal, qui sont tous destinés essentiellement à la célébration de l'Eucharistie. Un grand nombre de paroisses anglo-catholiques dans l'Église d'Angleterre utilisent la messe de Vatican II ou A Manual of Anglo-Catholic Devotion (qui a remplacé l'ancien Manual of Catholic Devotion). Aux États-Unis, dans l'Église épiscopale, a été publiée une adaptation anglo-catholique dans une langue traditionnelle du Livre de prière commune de 1979 (Anglican Service Book).
Tous ces livres contiennent des caractéristiques telles que des méditations à faire au cours de la liturgie par le(s) célébrant(s) qui préside(nt), et d'autres éléments comme le rite de la bénédiction des rameaux lors du dimanche des Rameaux. Il existe des offices spéciaux pour les jours de fête, et des instructions pour des ordres cérémoniels particuliers. Ces livres sont utilisés pour donner une apparence plus largement catholique à la célébration de la liturgie qui se trouve dans le Book of Common Prayer et les ouvrages liturgiques qui y sont rattachés.
Ces livres sont complétés par d'autres où l'on donne des précisions sur les actions rituelles.

## Rapprochement œcuménique
Le rapprochement des positions catholiques et protestantes sur la question de la messe a été une tâche ardue à laquelle s’est notamment attelé un ensemble de théologiens appelé le Groupe des Dombes. Le terme de « mémorial » (en grec, anamnèse) est utilisé dans cette tentative de réconciliation, en référence à la liturgie juive de la Pâque qui était celle de Jésus et de ses disciples. Il suppose une réalité liturgique et un contact spirituel profond avec Dieu. Il exclut la répétition du sacrifice unique et parfait du Christ. Les textes publiés en 1963 par la Conférence œcuménique de Montréal, regroupant protestants, anglicans et orthodoxes, et par le Concile de Vatican II dans sa constitution sur la liturgie semblent converger sur ce point. Dans son ouvrage, Une seule Eucharistie, frère Max de Taizé souligne également que catholiques, luthériens et réformés sont tous d’accord pour dire que « le Christ est réellement présent dans l’Eucharistie » ; seul diffère la modalité de cette présence : transsubstantiation, consubstantiation ou concomitance (ou présence spirituelle). La convergence n’est en revanche pas complète sur les notions de ministères, particulièrement l’ordination et la succession apostolique, mais les églises seraient d’accord pour dire que la présidence de l’Eucharistie par un ministre ordonné n’est pas la mise en œuvre de la puissance magique d’une personne sacrée, mais la responsabilité d’un serviteur qui a reçu un don de l’Esprit pour manifester que le Christ lui-même préside l’Eucharistie de l’Église de son Corps.
Malgré ces avancées importantes, selon le Directoire pour l'application des principes et des normes sur l'œcuménisme publié par le Secrétariat romain pour l'unité des chrétiens en 1993, l’Église catholique se déclare relativement ouverte à accorder l’hospitalité eucharistique aux chrétiens orthodoxes mais n’appelle pas à cette même ouverture envers les Églises protestantes, des exceptions étant possibles sous réserve de l'accord de l'évêque du lieu.

Un document appelé la « Charta oecumenica », signé à Strasbourg le 22 avril 2001, par le Conseil des Conférences épiscopales d'Europe (CCEE, catholique) et la Conférence des Églises européennes (KEK, protestante) dit ce qui suit : 

« Des différences essentielles dans la foi empêchent encore l'unité visible. Il s'agit surtout de conceptions différentes de l'Église et de son unité, des sacrements et des ministères. Nous ne devons pas nous en satisfaire. Jésus-Christ, sur la Croix, nous a révélé son amour et le mystère de la réconciliation. À sa suite, nous voulons faire tout notre possible pour surmonter les problèmes et les obstacles qui séparent encore les Églises. »

#### Ouvrages théologiques

##### Ouvrage de référence ou encyclopédiques
- Finkenzeller, J., Handbuch der Dogmengeschichte, iv/1a. Die Lehre von den Sakramenten im allgemeinen, von der Schrift bis zur Scholastik. Freiburg: Herder, 1980.
- Kilmartin, E. J., Christian Liturgy: Theology and Practice, i. Systematic Theology of Liturgy. Kansas City: Sheed and Ward, 1988.
- Osborne, K. (1988). Sacramental Theology New York: Paulist.
- Jürgen Bärsch, Benedikt Kranemann, Winfried Haunerland, Martin Klöckener (eds.), Geschichte der Liturgie in den Kirchen des Westens. Rituelle Entwicklungen, theologische Konzepte und kulturelle Kontext. Volume 1 : Von der Antike bis zur Neuzeit. Volume 2 : Moderne und Gegenwart, Münster, Aschendorff Verlag, 2018, 667 p. et 604 p.

##### Ouvrages théologiques généralistes
- Maurice Brouard (dir.), Eucharistia, Encyclopédie de l’Eucharistie, Cerf, 2002.
- Robert Cabié, L’Eucharistie. Paris 1983 (coll. « L’Église en prière 2 »).
- Arnaud Join-Lambert, Guide pour comprendre la messe, 250 p. Paris, Mame, 2002.
- Pierre Jounel, La messe hier et aujourd’hui. Paris 1986.
- Charles Journet, La messe, présence du sacrifice de la Croix, DDB, 1961
- Josef Andreas Jungmann, Missarum Sollemnia. Explication génétique de la messe romaine. Trad. revue et mise à jour d’après la 3e éd. allemande. Paris 1952–1956 (coll. « Théologie 19-21 »).
- Ghislain Lafont, Eucharistie. Le repas et la parole. Paris 2001.
- Enrico Mazza, L’action eucharistique. Origine, développement, interprétation. Paris, Cerf, 1999 (coll. « Liturgie 10 »).
- André Philippe M. Mutel, Peter Freeman, Cérémonial pour la sainte messe à l'usage ordinaire des paroisses, Artège, 2010.
- René Prophète, Mémoire, Sacrifice, Présence réelle, langages eucharistiques, 276 p., Ed. Profac Lyon, 2000.
- Pierre Teilhard de Chardin, La Messe sur le monde (1923) Texte en ligne.
- Max Thurian, Le mystère de l’Eucharistie. Une approche œcuménique. Paris 1981 (coll. « Foi chrétienne »).
- Joseph Ratzinger, L'Esprit de la liturgie, Paris, Ad Solem, 2001
- Marie-Dominique Chenu, « Anthropologie de la liturgie », La Liturgie après Vatican II, Paris, Cerf, 1967.
- Casel, O., Die Liturgie als Mysterienfeier. Freiburg im Breisgau: Herder, 1922.

#### Ouvrages généralistes sur l'histoire de la liturgie
- Josef Andreas Jungmann, Histoire de la prière chrétienne, Fayard, 1972.
- Lionel de Thorey, Histoire de la messe de Grégoire le Grand à nos jours. Paris 1994 (Librairie Académique Perrin).
- Maurice Vloberg, L'Eucharistie dans l'art, 2 volumes, tome 1 ill. 142 p., tome 2 ill. 317 p., Éd. Arthaud, 1946.
- Martin Philippe, Le théâtre divin. Une histoire de la messe du XVIe au XXe siècle, Paris, CNRS Éditions, 2010, réédité en 2013 sous le titre Histoire de la messe.

#### La liturgie dans l'Antiquité
- Larry W. Hurtado, At the origins of Christian worship: the context and character of earliest Christian devotion, Grand Rapids, Mich, Eerdmans, 2000, 138 p.
- François Cassingena-Trévedy, Les Pères de l’Église et la liturgie, Perpignan, Artège, 2016 (2e éd.), 388 p.
- Balthasar, Hans Urs von, Liturgie cosmique, Maxime le Confesseur, traduit de l'allemand par L. Lhaumet et H.-A. Prentout, Paris, Aubier, 1947.

#### La liturgie au Moyen Age et à l'âge classique
- Palazzo Éric, Liturgie et société au Moyen Âge, Paris, Aubier, 2000.
- Dompnier Bernard (dir.), Les cérémonies extraordinaires du catholicisme baroque, Clermont-Ferrand, PUBP, 2009
- Davy-Rigaux Cécile, Dompnier Bernard et Odon-Hurel Daniel (dir.), Les cérémoniaux catholiques en France à l’époque moderne. Une littérature de codification des rites liturgiques, Turnhout, Brepols, 2009

#### La liturgie auXXesiècle
- de Bremond d’Ars Nicolas, La liturgie catholique : quarante ans de pratiques en France, préface de D. Hervieu-Léger, Rennes, Presses Universitaires de Rennes, coll. « Sciences des religions », 2015, 216 p.
- Bugnini Annibale, La réforme de la liturgie (1948-1975), trad. P.-D. Nau et Ph. de Lacvivier, Paris-Perpignan, Desclée de Brouwer, 2015, 1 034 p.
- Chiron Yves, Annibale Bugnini, Paris, Desclée de Brouwer, 2016, 221 p.
- Loonbeek Raymond et Mortiau Jacques, Dom Lambert Beauduin, visionnaire et précurseur (1873-1960), Paris, Cerf, 2005.
- Solaberrieta Benoît-Marie, Aimé-Georges Martimort. Un promoteur du mouvement liturgique (1943-1962), Paris, Cerf, coll. « Histoire », 2011 ; « Deux anniversaires : 1943-1963 », La Maison-Dieu, 275, 2013.
- Nicolas Senèze, La Crise intégriste : Vingt ans après le schisme de Mgr Lefebvre, Bayard-Culture, coll. « Essais », 2008,  (ISBN 978-222747718-6) Recension en ligne.
- (en) Annibale Bugnini, The Reform of the Liturgy, 1948-1975, The Liturgical Press, 1990.